# Italgest Casarano
El A.H. Italgest Casarano, conocido como Italgest Casarano fue un club de balonmano italiano con sede en la ciudad de Casarano.

## Historia
El club fue fundado en 2003 y clausurado por problemas económicos en el 2012.
| Temporada | Serie         | Campeonato                                                                        | Coppa Italia                                         | Otras Copas                           | Copa Europea                            |
| --------- | ------------- | --------------------------------------------------------------------------------- | ---------------------------------------------------- | ------------------------------------- | --------------------------------------- |
| 2003      | -             | Año fundación                                                                     | -                                                    | -                                     | -                                       |
| 2003-04   | Serie C       | 1º girone Puglia Promovido a serie B                                              | -                                                    | -                                     | -                                       |
| 2004-05   | Serie B       | 5º girone H Promoido a serie A2                                                   | -                                                    | -                                     | -                                       |
| 2005-06   | Serie A2      | 1º girone C Promoiso a serie A1 Adquiere título de Serie A élite                  | -                                                    | -                                     | -                                       |
| 2006-07   | Serie A Élite | Campeón de Italia1º título                                                        | Vence en la Coppa Italia1º título                    | -                                     | -                                       |
| 2007-08   | Serie A Élite | Campeón de Italia2º título                                                        | Vence en la Coppa Italia2º título                    | Vence en la Supercoppa1º título       | Champions LeagueElim. turno preliminar. |
| 2008-09   | Serie A Élite | Campeón de Italia3º título                                                        | Pierde la final de la Coppa Italia contra Conversano | Vence en la Supercoppa2º título       | Champions LeagueElim. turno preliminar. |
| 2009-10   | Serie A Élite | 2° poule scudetto Pierde la final scudetto contra Conversano Regresa a la serie B | Eliminado en semifinales contra Conversano           | Perde la Supercoppa contro Conversano | -                                       |
| 2010-11   | Serie B       | 5º girone pugliese                                                                | -                                                    | -                                     | -                                       |
| 2012      | -             | Cesa actividades                                                                  | -                                                    | -                                     | -                                       |

## Premios
- Campeonato italiano de balonmano masculino: 3
2006-2007, 2007-2008, 2008-2009.
- Coppa Italia (balonmano masculino): 2
2006-2007, 2007-2008.
- Supercoppa italiana (balonmano masculino): 2
2007-2008, 2008-2009.

## Equipación
El Italgest Casarano vistió como primera equipación camiseta azul y pantalón rojo.

## Pabellón
El Italgest Casarano disputaba sus encuentros como local en el San Giuseppe Da Copertino
Piazza Nazario Sauro, SNC / 73042 Casarano / Italia
+39-0833-505550 / +39-328-7490928 / +39-833-505550 /